# Сабах III ас-Салім ас-Сабах
Сабах ас-Салім аль-Мубарак ас-Сабах (араб. صباح السالم الصباح; нар. 12 квітня 1913 — пом. 31 грудня 1977) — дванадцятий емір Кувейту.

## Біографія
Був сином еміра Саліма. Здобув домашню освіту. До сходження на престол обіймав державні посади, зокрема від 1938 до 1959 року був комендантом, а потім головою департаменту поліції, у 1955—1961 роках був членом Верховної ради, одночасно у 1959—1961 роках очолював департамент охорони здоров'я. Впродовж 1961—1962 років був головою департаменту закордонних справ, у 1962—1963 роках обіймав посади віцепрем'єр-міністра та міністра закордонних справ. Від 1963 до 1965 року очолював уряд Кувейту.
29 жовтня 1962 року Сабаха було оголошено спадковим принцом. Після смерті еміра Абдаллаха III в листопаді 1965 року він став новим правителем Кувейту.
За його правління було засновано Кувейтський університет (1966). У квітні того ж року Сабах відвідав Єгипет, де проводив перемовини з президентом Ґамалем Абдель Насером щодо завершення збройного конфлікту в Ємені. Зрештою два лідери домовились про зустріч з королем Саудівської Аравії Фейсалом задля розв'язання тієї проблеми.
1969 року емір відкрив штучний острів у Міна-аль-Ахмаді, а 1976 там же заклав початок будівництва нового газового терміналу.
28 вересня 1970 року після завершення Каїрського саміту емір Сабах останнім з лідерів держав прощався з Абдель Насером, після чого президент Єгипту помер.
Окрім того, Сабах переймався будівництвом житла, зокрема за його ініціативи почалось будівництво одного зі столичних передмість, яке зрештою було названо його іменем.
Наприкінці 1977 року емір Сабах раптово помер через серцевий напад.

## Родина
Був одружений двічі:
- Муніра (від 1936), дочка Фахада аль-Адвані;
- Нурія (від 14 січня 1943), дочка еміра Ахмада.